# Grotte de St-Martin
Ne doit pas être confondu avec Gouffre de la Pierre-Saint-Martin.
Trois grottes portent le nom de Grotte de St-Martin à proximité du lieu-dit du même nom situé sur la commune de Massongex dans le canton du Valais en Suisse. La Grotte de St-Martin no 1, la principale, forme un seul réseau avec la Grotte aux Fées de St-Maurice, tandis que les deux autres ne sont que des cavités d'une dimension très réduite.

## Grotte de St-Martinno1
La grotte est probablement connue depuis des générations par les habitants de la région, mais l'unique tentative d'exploitation touristique date de 1880 environ. Pour ce faire, H. Mariaux de Vionnaz édifie une petite construction sur un promontoire bien à la vue des passants dont un dernier pan semblait encore exister en 1932. Cette concurrence engendre alors une certaine inquiétude chez le chanoine M.-E. Gard qui exploite la Grotte aux Fées à quelques centaines de mètres de là. Le développement de la Grotte de St-Martin n'est pourtant pas aussi important que son illustre voisine puisque les visiteurs butent sur un siphon à 90 mètres de l'entrée déjà. L'aménagement de la grotte reste sommaire: des marches d'escalier sont construites à 15 mètres de l'entrée et certaines portions de la galerie sont minées pour faciliter le passage des visiteurs. On a d'ailleurs prêté l'intention au gardien de la grotte de percer la roche pour atteindre la Grotte aux Fées par un tunnel de quelques dizaines de mètres. Toutefois, son projet ne fut jamais concrétisé puisque l'exploitation touristique a dû être abandonnée prématurément.
Ce n'est que bien plus tard que le prolongement de la galerie est exploré. En effet, le siphon est franchi en 1972 par six spéléo-plongeurs (C. Brandt, H. Cretton, D. Domon, O. Isler, M. Luini et P. Martin) du Groupe Lémanique de Plongée Souterraine (GLPS). Pour la première fois, les techniques de spéléologie alpine sont utilisées lors d'une exploration post-siphon. Huit sorties sont réalisées entre août 1972 et septembre 1973 et permettent de réaliser la topographie de la grotte, dont le développement passe à 755 mètres pour une dénivellation de 95 mètres.
En décembre 1993, J. Dutruit (GSL) prend l'initiative de réaliser la topographie jusqu'au siphon afin de convaincre d'autres membres du Groupe Spéléo Lausanne d'y entreprendre un pompage. En décembre 1995, le pompage est réalisé par une équipe réunissant plusieurs clubs de spéléologie romands (Groupe Spéléo Lausanne, Spéléo Club des Préalpes Fribourgeoises, Groupe de Spéléologie St-Exupéry, Spéléo Club Cheseaux, Spéléo Club du Nord-Vaudois), ce qui permet de topographier à nouveau les galeries et corriger les erreurs de mesure des premières explorations. En mars 1996, un nouveau pompage est réalisé par dix membres du GSL et permet de terminer la topographie, de remonter quelques cheminées et de commencer la désobstruction du bouchon de sable dans le Collecteur Amont. Le développement est de 796 mètres et la dénivellation de 86 mètres (+9; -77).
Depuis 2005, le Groupe Spéléo Rhodanien s'essaie à la désobstruction de la zone du fond (Rivière de l'Au de Là) et du Collecteur Amont. Les spéléologues escaladent toutes les cheminées du Collecteur Amont mais une seule ascension est couronnée de succès. La remontée de la Cheminée des Valaisans et le passage de trois siphons (Sipuro, Chochotte, Cadeau) dans la Galerie Hollywood permettent d'ajouter 150 mètres de nouvelles galeries à la topographie. Les spéléologues savent alors qu'ils se rapprochent de la grotte touristique car ils entendent des voix à travers la roche. En réalité, le passage a été muré durant la Seconde Guerre mondiale, vraisemblablement par les lieutenants Perret et Torricelli sur ordre du colonel Hausmann. Le 1er mai 2010, C. Giroud, R. Waridel et D. Germano réalisent la jonction avec la Grotte aux Fées, ce qui permet aux deux grottes de former un même réseau. Le développement et la dénivellation du Réseau Grotte aux Fées - Grotte de St-Martin sont respectivement de 3 630 mètres et 249 mètres.
Actuellement, la grotte est toujours en cours d'exploration et son accès reste réservée aux spéléologues en raison du danger que le milieu souterrain peut représenter pour des non-initiés (siphon et puits). D'entente avec la commune de Massongex, la grotte peut être librement parcourue sur les 90 premiers mètres, mais la suite est protégée par une porte car le siphon ne représente plus un obstacle naturel pour l'exploration.

## Grotte de St-Martinno2
Appelée Grotte des Télévisions en raison des nombreux déchets qui s'y trouvent, elle a un développement de 10 mètres pour une dénivellation de -3 mètres. Probablement connue depuis des générations, elle est inventoriée par P.-J. Baron (GSL) dans les années 1970. La topographie est réalisée en mars 1999 par J. Dutruit et P. Tacchini (GSR).

## Grotte de St-Martinno3
Également appelée Grotte de St-Martin d'En-Bas ou Grotte du Téléphérique, elle a un développement de 20 mètres pour une dénivellation de +12 mètres. Comme sa voisine, cette grotte est probablement connue depuis plusieurs générations par la population locale. Il semblerait qu'un filet d'eau s'y écoulait au début du XXe sièclemais avait déjà disparu depuis longtemps en 1932. Une première désobstruction est tentée par D. Masotti vers 1996-1997. La topographie est réalisée en mars 1999 par J. Dutruit et P. Tacchini. Enfin, J. et M. Demierre (GSL) poursuivent la désobstruction entre avril et juin 1999 sans toutefois parvenir à poursuivre l'exploration.